# Palmarès du double mixte de l'US Open
Pour un article plus général, voir US Open de tennis.
Cette liste présente le palmarès du double mixte de l'US Open de tennis depuis la première apparition en 1887 d'un tableau de double mixte au championnat national de tennis des États-Unis, prédécesseur de l'actuel US Open.

## Champions titrés au moins trois fois
| Joueur                  | Titres | Premier | Dernier |
| Margaret Osborne duPont | 9      | 1943    | 1960    |
| Margaret Smith Court    | 8      | 1961    | 1972    |
| Hazel Hotchkiss         | 6      | 1909    | 1920    |
| Doris Hart              | 5      | 1951    | 1955    |
| Louise Brough           | 4      | 1942    | 1949    |
| Mary Kendall Browne     | 4      | 1912    | 1921    |
| Bob Bryan               | 4      | 2003    | 2010    |
| Owen Davidson           | 4      | 1966    | 1973    |
| Edwin Fisher            | 4      | 1894    | 1898    |
| Wallace F. Johnson      | 4      | 1907    | 1920    |
| Billie Jean King        | 4      | 1967    | 1976    |
| Alice Marble            | 4      | 1936    | 1940    |
| Marty Riessen           | 4      | 1969    | 1980    |
| Bill Talbert            | 4      | 1943    | 1946    |
| Bill Tilden             | 4      | 1913    | 1923    |
| Juliette Atkinson       | 3      | 1894    | 1896    |
| Molla Bjurstedt         | 3      | 1917    | 1923    |
| Mabel Cahill            | 3      | 1890    | 1892    |
| Neale Fraser            | 3      | 1958    | 1960    |
| Clarence Hobart         | 3      | 1892    | 1905    |
| George Lott             | 3      | 1929    | 1934    |
| Max Mirnyi              | 3      | 1998    | 2013    |
| Jamie Murray            | 3      | 2017    | 2019    |
| Martina Navrátilová     | 3      | 1985    | 2006    |
| Vic Seixas              | 3      | 1953    | 1955    |
| Todd Woodbridge         | 3      | 1990    | 2001    |

## Palmarès
| No       | Date       | Nom et lieu du tournoi                             | Catégorie                                          | Dotation                                           | Surface                                            | Vainqueures                                        | Finalistes                                         | Score                                              |                                                    |
| -------- | ---------- | -------------------------------------------------- | -------------------------------------------------- | -------------------------------------------------- | -------------------------------------------------- | -------------------------------------------------- | -------------------------------------------------- | -------------------------------------------------- | -------------------------------------------------- |
| 1        | 27-09-1887 | US National Championships Philadelphie             | G. Chelem                                          | NC                                                 | Gazon (ext.)                                       | L. Stokes Joseph Clark                             | Laura Knight E. D. Faries                          | 7-5, 6-4                                           | Tableau                                            |
| 2        | 11-06-1888 | US National Championships Philadelphie             | G. Chelem                                          | NC                                                 | Gazon (ext.)                                       | Marian Wright Joseph Clark                         | Adeline Robinson P. Johnson                        | 1-6, 6-5, 6-4, 6-3                                 | Tableau                                            |
| 3        | 11-06-1889 | US National Championships Philadelphie             | G. Chelem                                          | NC                                                 | Gazon (ext.)                                       | Grace Roosevelt A. Wright                          | Bertha Townsend C. T. Lee                          | 6-1, 6-3, 3-6, 6-3                                 | Tableau                                            |
| 4        | 10-06-1890 | US National Championships Philadelphie             | G. Chelem                                          | NC                                                 | Gazon (ext.)                                       | Mabel Cahill Rodmond Beach                         | Bertha Townsend C. T. Lee                          | 6-2, 3-6, 6-2                                      | Tableau                                            |
| 5        | 23-06-1891 | US National Championships Philadelphie             | G. Chelem                                          | NC                                                 | Gazon (ext.)                                       | Mabel Cahill M. Wright                             | Grace Roosevelt C. T. Lee                          | 6-4, 6-0, 7-5                                      | Tableau                                            |
| 6        | 21-06-1892 | US National Championships Philadelphie             | G. Chelem                                          | NC                                                 | Gazon (ext.)                                       | Mabel Cahill Clarence Hobart                       | Elisabeth Moore Rodmond Beach                      | 6-1, 6-3                                           | Tableau                                            |
| 7        | 20-06-1893 | US National Championships Philadelphie             | G. Chelem                                          | NC                                                 | Gazon (ext.)                                       | Ellen Roosevelt Clarence Hobart                    | Ethel Bankston Robert Wilson Sr                    | 6-1, 4-6, 10-8                                     | Tableau                                            |
| 8        | 12-06-1894 | US National Championships Philadelphie             | G. Chelem                                          | NC                                                 | Gazon (ext.)                                       | Juliette Atkinson Edwin Fisher                     | A. McFadden Gustav Remark                          | 6-3, 6-2, 6-1                                      | Tableau                                            |
| 9        | 25-06-1895 | US National Championships Philadelphie             | G. Chelem                                          | NC                                                 | Gazon (ext.)                                       | Juliette Atkinson Edwin Fisher                     | Amy Williams Mantle Fielding                       | 4-6, 8-6, 6-2                                      | Tableau                                            |
| 10       | 17-06-1896 | US National Championships Philadelphie             | G. Chelem                                          | NC                                                 | Gazon (ext.)                                       | Juliette Atkinson Edwin Fisher                     | Amy Williams Mantle Fielding                       | 6-2, 6-3, 6-3                                      | Tableau                                            |
| 11       | 15-06-1897 | US National Championships Philadelphie             | G. Chelem                                          | NC                                                 | Gazon (ext.)                                       | Laura Henson D. Magruder                           | Maud Banks A. Griffin                              | 6-4, 6-3, 7-5                                      | Tableau                                            |
| 12       | 14-06-1898 | US National Championships Philadelphie             | G. Chelem                                          | NC                                                 | Gazon (ext.)                                       | Carrie Neely Edwin Fisher                          | Helen Chapman J. A. Hill                           | 6-2, 6-4, 8-6                                      | Tableau                                            |
| 13       | 21-06-1899 | US National Championships Philadelphie             | G. Chelem                                          | NC                                                 | Gazon (ext.)                                       | Elizabeth Rastall Albert Hoskins                   | Jane Craven James P. Gardner                       | 6-4, 6-0, ab.                                      | Tableau                                            |
| 14       | 19-06-1900 | US National Championships Philadelphie             | G. Chelem                                          | NC                                                 | Gazon (ext.)                                       | Margaret Hunnewell Alfred Codman                   | T. Shaw George Atkinson                            | 11-9, 6-3, 6-1                                     | Tableau                                            |
| 15       | 25-06-1901 | US National Championships Philadelphie             | G. Chelem                                          | NC                                                 | Gazon (ext.)                                       | Marion Jones Raymond Little                        | Myrtle McAteer Clyde Stevens                       | 6-4, 6-4, 7-5                                      | Tableau                                            |
| 16       | 21-06-1902 | US National Championships Philadelphie             | G. Chelem                                          | NC                                                 | Gazon (ext.)                                       | Elisabeth Moore Wylie Grant                        | Elizabeth Rastall Albert Hoskins                   | 6-2, 6-1                                           | Tableau                                            |
| 17       | 24-06-1903 | US National Championships Philadelphie             | G. Chelem                                          | NC                                                 | Gazon (ext.)                                       | Helen Chapman Harry Allen                          | Carrie Neely W. H. Rowland                         | 6-4, 7-5                                           | Tableau                                            |
| 18       | 21-06-1904 | US National Championships Philadelphie             | G. Chelem                                          | NC                                                 | Gazon (ext.)                                       | Elisabeth Moore Wylie Grant                        | May Sutton F.B. Dallas                             | 6-2, 6-1                                           | Tableau                                            |
| 19       | 20-06-1905 | US National Championships Philadelphie             | G. Chelem                                          | NC                                                 | Gazon (ext.)                                       | Augusta Hobart Clarence Hobart                     | Elisabeth Moore Edward Dewhurst                    | 6-2, 6-4                                           | Tableau                                            |
| 20       | 19-06-1906 | US National Championships Philadelphie             | G. Chelem                                          | NC                                                 | Gazon (ext.)                                       | Sarah Coffin Edward Dewhurst                       | Margaret Johnson J.B. Johnson                      | 6-3, 7-5                                           | Tableau                                            |
| 21       | 26-06-1907 | US National Championships Philadelphie             | G. Chelem                                          | NC                                                 | Gazon (ext.)                                       | May Sayers Wallace F. Johnson                      | Natalie Widley Morris Tilden                       | 6-1, 7-5                                           | Tableau                                            |
| 22       | 22-06-1908 | US National Championships Philadelphie             | G. Chelem                                          | NC                                                 | Gazon (ext.)                                       | Edith Rotch Nathaniel Niles                        | Louise Hammond Raymond Little                      | 6-4, 4-6, 6-4                                      | Tableau                                            |
| 23       | 21-06-1909 | US National Championships Philadelphie             | G. Chelem                                          | NC                                                 | Gazon (ext.)                                       | Hazel Hotchkiss Wallace F. Johnson                 | Louise Hammond Raymond Little                      | 6-2, 6-0                                           | Tableau                                            |
| 24       | 20-06-1910 | US National Championships Philadelphie             | G. Chelem                                          | NC                                                 | Gazon (ext.)                                       | Hazel Hotchkiss Joseph Carpenter                   | Edna Wildey Morris Tilden                          | 6-2, 6-2                                           | Tableau                                            |
| 25       | 11-06-1911 | US National Championships Philadelphie             | G. Chelem                                          | NC                                                 | Gazon (ext.)                                       | Hazel Hotchkiss Wallace F. Johnson                 | Edna Wildey Morris Tilden                          | 6-4, 6-4                                           | Tableau                                            |
| 26       | 10-06-1912 | US National Championships Philadelphie             | G. Chelem                                          | NC                                                 | Gazon (ext.)                                       | Mary Kendall Browne Richard Norris                 | Eleonora Sears William Clothier                    | 6-4, 2-6, 11-9                                     | Tableau                                            |
| 27       | 09-06-1913 | US National Championships Philadelphie             | G. Chelem                                          | NC                                                 | Gazon (ext.)                                       | Mary Kendall Browne Bill Tilden                    | Dorothy Green S. Rogers                            | 7-5, 7-5                                           | Tableau                                            |
| 28       | 08-06-1914 | US National Championships Philadelphie             | G. Chelem                                          | NC                                                 | Gazon (ext.)                                       | Mary Kendall Browne Bill Tilden                    | Margaret Myers J. R. Rowland                       | 6-1, 6-4                                           | Tableau                                            |
| 29       | 07-06-1915 | US National Championships Philadelphie             | G. Chelem                                          | NC                                                 | Gazon (ext.)                                       | Hazel Hotchkiss Harry Johnson                      | Molla Bjurstedt Irving Wright                      | 6-0, 6-1                                           | Tableau                                            |
| 30       | 05-06-1916 | US National Championships Philadelphie             | G. Chelem                                          | NC                                                 | Gazon (ext.)                                       | Eleonora Sears Willis Davis                        | Florence Ballin Bill Tilden                        | 6-4, 7-5                                           | Tableau                                            |
| 31       | 18-06-1917 | National Patriotic Tournament Philadelphie         | G. Chelem                                          | NC                                                 | Gazon (ext.)                                       | Molla Bjurstedt Irving Wright                      | Florence Ballin Bill Tilden                        | 10-12, 6-1, 6-3                                    | Tableau                                            |
| 32       | 17-06-1918 | US National Championships Philadelphie             | G. Chelem                                          | NC                                                 | Gazon (ext.)                                       | Hazel Hotchkiss Irving Wright                      | Molla Bjurstedt Fred Alexander                     | 6-2, 6-3                                           | Tableau                                            |
| 33       | 16-06-1919 | US National Championships Philadelphie             | G. Chelem                                          | NC                                                 | Gazon (ext.)                                       | Marion Zinderstein Vincent Richards                | Florence Ballin Bill Tilden                        | 2-6, 11-9, 6-2                                     | Tableau                                            |
| 34       | 13-09-1920 | US National Championships Philadelphie             | G. Chelem                                          | NC                                                 | Gazon (ext.)                                       | Hazel Hotchkiss Wallace F. Johnson                 | Molla Bjurstedt Craig Biddle                       | 6-4, 6-3                                           | Tableau                                            |
| 35       | 15-08-1921 | US National Championships Forest Hills             | G. Chelem                                          | NC                                                 | Gazon (ext.)                                       | Mary Kendall Browne Bill Johnston                  | Molla Bjurstedt Bill Tilden                        | 3-6, 6-4, 6-3                                      | Tableau                                            |
| 36       | 14-08-1922 | US National Championships Forest Hills             | G. Chelem                                          | NC                                                 | Gazon (ext.)                                       | Molla Bjurstedt Bill Tilden                        | Helen Wills Howard Kinsey                          | 6-4, 6-3                                           | Tableau                                            |
| 37       | 13-08-1923 | US National Championships Forest Hills             | G. Chelem                                          | NC                                                 | Gazon (ext.)                                       | Molla Bjurstedt Bill Tilden                        | Kitty McKane John Hawkes                           | 6-3, 2-6, 10-8                                     | Tableau                                            |
| 38       | 11-08-1924 | US National Championships Forest Hills             | G. Chelem                                          | NC                                                 | Gazon (ext.)                                       | Helen Wills Vincent Richards                       | Molla Bjurstedt Bill Tilden                        | 6-8, 7-5, 6-0                                      | Tableau                                            |
| 39       | 17-08-1925 | US National Championships Forest Hills             | G. Chelem                                          | NC                                                 | Gazon (ext.)                                       | Kitty McKane John Hawkes                           | Ermyntrude Harvey Vincent Richards                 | 6-2, 6-4                                           | Tableau                                            |
| 40       | 16-08-1926 | US National Championships Forest Hills             | G. Chelem                                          | NC                                                 | Gazon (ext.)                                       | Elizabeth Ryan Jean Borotra                        | Hazel Hotchkiss René Lacoste                       | 6-4, 7-5                                           | Tableau                                            |
| 41       | 22-08-1927 | US National Championships Forest Hills             | G. Chelem                                          | NC                                                 | Gazon (ext.)                                       | Eileen Bennett Henri Cochet                        | Hazel Hotchkiss René Lacoste                       | 6-2, 6-0, 6-3                                      | Tableau                                            |
| 42       | 20-08-1928 | US National Championships Forest Hills             | G. Chelem                                          | NC                                                 | Gazon (ext.)                                       | Helen Wills John Hawkes                            | Edith Cross Edgar Moon                             | 6-1, 6-3                                           | Tableau                                            |
| 43       | 19-08-1929 | US National Championships Forest Hills             | G. Chelem                                          | NC                                                 | Gazon (ext.)                                       | Betty Nuthall George Lott                          | Phyllis Howkins Henry Austin                       | 6-3, 6-3                                           | Tableau                                            |
| 44       | 18-08-1930 | US National Championships Forest Hills             | G. Chelem                                          | NC                                                 | Gazon (ext.)                                       | Edith Cross Wilmer Allison                         | Marjorie Morrill Frank Shields                     | 6-4, 6-4                                           | Tableau                                            |
| 45       | 17-08-1931 | US National Championships Forest Hills             | G. Chelem                                          | NC                                                 | Gazon (ext.)                                       | Betty Nuthall George Lott                          | Anna McCune Harper Wilmer Allison                  | 6-3, 6-3                                           | Tableau                                            |
| 46       | 15-08-1932 | US National Championships Forest Hills             | G. Chelem                                          | NC                                                 | Gazon (ext.)                                       | Sarah Palfrey Fred Perry                           | Helen Jacobs Ellsworth Vines                       | 6-3, 7-5                                           | Tableau                                            |
| 47       | 14-08-1933 | US National Championships Forest Hills             | G. Chelem                                          | NC                                                 | Gazon (ext.)                                       | Elizabeth Ryan Ellsworth Vines                     | Sarah Palfrey George Lott                          | 11-9, 6-1                                          | Tableau                                            |
| 48       | 13-08-1934 | US National Championships Forest Hills             | G. Chelem                                          | NC                                                 | Gazon (ext.)                                       | Helen Jacobs George Lott                           | Elizabeth Ryan Lester Stoefen                      | 4-6, 13-11, 6-2                                    | Tableau                                            |
| 49       | 29-08-1935 | US National Championships Forest Hills             | G. Chelem                                          | NC                                                 | Gazon (ext.)                                       | Sarah Fabyan Enrique Maier                         | Kay Stammers Roderich Menzel                       | 6-4, 4-6, 6-3                                      | Tableau                                            |
| 50       | 03-09-1936 | US National Championships Forest Hills             | G. Chelem                                          | NC                                                 | Gazon (ext.)                                       | Alice Marble Gene Mako                             | Sarah Fabyan Donald Budge                          | 6-3, 6-2                                           | Tableau                                            |
| 51       | 02-09-1937 | US National Championships Forest Hills             | G. Chelem                                          | NC                                                 | Gazon (ext.)                                       | Sarah Fabyan Donald Budge                          | Sylvie Jung Yvon Petra                             | 6-2, 8-10, 6-0                                     | Tableau                                            |
| 52       | 08-09-1938 | US National Championships Forest Hills             | G. Chelem                                          | NC                                                 | Gazon (ext.)                                       | Alice Marble Donald Budge                          | Thelma Coyne John Bromwich                         | 6-1, 6-2                                           | Tableau                                            |
| 53       | 07-09-1939 | US National Championships Forest Hills             | G. Chelem                                          | NC                                                 | Gazon (ext.)                                       | Alice Marble Harry Hopman                          | Sarah Fabyan Elwood Cooke                          | 9-7, 6-1                                           | Tableau                                            |
| 54       | 02-09-1940 | US National Championships Forest Hills             | G. Chelem                                          | NC                                                 | Gazon (ext.)                                       | Alice Marble Bobby Riggs                           | Dorothy Bundy Jack Kramer                          | 9-7, 6-1                                           | Tableau                                            |
| 55       | 30-08-1941 | US National Championships Forest Hills             | G. Chelem                                          | NC                                                 | Gazon (ext.)                                       | Sarah Palfrey Jack Kramer                          | Pauline Betz Bobby Riggs                           | 4-6, 6-4, 6-4                                      | Tableau                                            |
| 56       | 27-08-1942 | US National Championships Forest Hills             | G. Chelem                                          | NC                                                 | Gazon (ext.)                                       | Louise Brough Ted Schroeder                        | Patricia Canning Todd Alejo Russell                | 3-6, 6-1, 6-4                                      | Tableau                                            |
| 57       | 01-09-1943 | US National Championships Forest Hills             | G. Chelem                                          | NC                                                 | Gazon (ext.)                                       | Margaret Osborne Bill Talbert                      | Pauline Betz Pancho Segura                         | 10-6, 6-4                                          | Tableau                                            |
| 58       | 30-08-1944 | US National Championships Forest Hills             | G. Chelem                                          | NC                                                 | Gazon (ext.)                                       | Margaret Osborne Bill Talbert                      | Dorothy Bundy Don McNeill                          | 6-2, 6-3                                           | Tableau                                            |
| 59       | 28-08-1945 | US National Championships Forest Hills             | G. Chelem                                          | NC                                                 | Gazon (ext.)                                       | Margaret Osborne Bill Talbert                      | Doris Hart Bob Falkenburg                          | 6-4, 6-4                                           | Tableau                                            |
| 60       | 31-08-1946 | US National Championships Forest Hills             | G. Chelem                                          | NC                                                 | Gazon (ext.)                                       | Margaret Osborne Bill Talbert                      | Louise Brough Robert Kimbrell                      | 6-3, 6-4                                           | Tableau                                            |
| 61       | 06-09-1947 | US National Championships Forest Hills             | G. Chelem                                          | NC                                                 | Gazon (ext.)                                       | Louise Brough John Bromwich                        | Gussy Moran Pancho Segura                          | 6-3, 6-1                                           | Tableau                                            |
| 62       | 10-09-1948 | US National Championships Forest Hills             | G. Chelem                                          | NC                                                 | Gazon (ext.)                                       | Louise Brough Tom Brown                            | M. Osborne duPont Bill Talbert                     | 6-4, 6-4                                           | Tableau                                            |
| 63       | 26-08-1949 | US National Championships Forest Hills             | G. Chelem                                          | NC                                                 | Gazon (ext.)                                       | Louise Brough Eric Sturgess                        | M. Osborne duPont Bill Talbert                     | 4-6, 6-3, 7-5                                      | Tableau                                            |
| 64       | 27-08-1950 | US National Championships Forest Hills             | G. Chelem                                          | NC                                                 | Gazon (ext.)                                       | M. Osborne duPont Ken McGregor                     | Doris Hart Frank Sedgman                           | 6-4, 3-6, 6-3                                      | Tableau                                            |
| 65       | 25-08-1951 | US National Championships Forest Hills             | G. Chelem                                          | NC                                                 | Gazon (ext.)                                       | Doris Hart Frank Sedgman                           | Shirley Fry Mervyn Rose                            | 6-3, 6-2                                           | Tableau                                            |
| 66       | 29-08-1952 | US National Championships Forest Hills             | G. Chelem                                          | NC                                                 | Gazon (ext.)                                       | Doris Hart Frank Sedgman                           | Thelma Coyne Long Lew Hoad                         | 6-3, 7-5                                           | Tableau                                            |
| 67       | 29-08-1953 | US National Championships Forest Hills             | G. Chelem                                          | NC                                                 | Gazon (ext.)                                       | Doris Hart Vic Seixas                              | Julia Sampson Rex Hartwig                          | 6-2, 4-6, 6-4                                      | Tableau                                            |
| 68       | 28-08-1954 | US National Championships Forest Hills             | G. Chelem                                          | NC                                                 | Gazon (ext.)                                       | Doris Hart Vic Seixas                              | M. Osborne duPont Ken Rosewall                     | 4-6, 6-1, 6-1                                      | Tableau                                            |
| 69       | 02-09-1955 | US National Championships Forest Hills             | G. Chelem                                          | NC                                                 | Gazon (ext.)                                       | Doris Hart Vic Seixas                              | Shirley Fry Lew Hoad                               | 9-7, 6-1                                           | Tableau                                            |
| 70       | 01-09-1956 | US National Championships Forest Hills             | G. Chelem                                          | NC                                                 | Gazon (ext.)                                       | M. Osborne duPont Ken Rosewall                     | Darlene Hard Lew Hoad                              | 9-7, 6-1                                           | Tableau                                            |
| 71       | 30-08-1957 | US National Championships Forest Hills             | G. Chelem                                          | NC                                                 | Gazon (ext.)                                       | Althea Gibson Kurt Nielsen                         | Darlene Hard Lew Hoad                              | 6-3, 9-7                                           | Tableau                                            |
| 72       | 29-08-1958 | US National Championships Forest Hills             | G. Chelem                                          | NC                                                 | Gazon (ext.)                                       | M. Osborne duPont Neale Fraser                     | Maria Bueno Alex Olmedo                            | 6-3, 3-6, 9-7                                      | Tableau                                            |
| 73       | 04-09-1959 | US National Championships Forest Hills             | G. Chelem                                          | NC                                                 | Gazon (ext.)                                       | M. Osborne duPont Neale Fraser                     | Janet Hopps Bob Mark                               | 7-5, 13-15, 6-2                                    | Tableau                                            |
| 74       | 02-09-1960 | US National Championships Forest Hills             | G. Chelem                                          | NC                                                 | Gazon (ext.)                                       | M. Osborne duPont Neale Fraser                     | Maria Bueno Antonio Palafox                        | 6-3, 6-2                                           | Tableau                                            |
| 75       | 01-09-1961 | US National Championships Forest Hills             | G. Chelem                                          | NC                                                 | Gazon (ext.)                                       | Margaret Smith Bob Mark                            | Darlene Hard Dennis Ralston                        | Forfait                                            | Tableau                                            |
| 76       | 31-08-1962 | US National Championships Forest Hills             | G. Chelem                                          | NC                                                 | Gazon (ext.)                                       | Margaret Smith Fred Stolle                         | Lesley Turner Frank Froehling                      | 7-5, 6-2                                           | Tableau                                            |
| 77       | 28-08-1963 | US National Championships Forest Hills             | G. Chelem                                          | NC                                                 | Gazon (ext.)                                       | Margaret Smith Ken Fletcher                        | Judy Tegart Ed Rubinoff                            | 3-6, 8-6, 6-2                                      | Tableau                                            |
| 78       | 02-09-1964 | US National Championships Forest Hills             | G. Chelem                                          | NC                                                 | Gazon (ext.)                                       | Margaret Smith John Newcombe                       | Judy Tegart Ed Rubinoff                            | 10-8, 4-6, 6-3                                     | Tableau                                            |
| 79       | 03-09-1965 | US National Championships Forest Hills             | G. Chelem                                          | NC                                                 | Gazon (ext.)                                       | Margaret Smith Fred Stolle                         | Judy Tegart Frank Froehling                        | 6-4, 6-4                                           | Tableau                                            |
| 80       | 01-09-1966 | US National Championships Forest Hills             | G. Chelem                                          | NC                                                 | Gazon (ext.)                                       | Donna Floyd Fales Owen Davidson                    | Carol Hanks Ed Rubinoff                            | 6-1, 6-3                                           | Tableau                                            |
| 81       | 31-08-1967 | US National Championships Forest Hills             | G. Chelem                                          | NC                                                 | Gazon (ext.)                                       | Billie Jean King Owen Davidson                     | Rosie Casals Stan Smith                            | 6-3, 6-2                                           | Tableau                                            |
| Ère Open |            |                                                    |                                                    |                                                    |                                                    |                                                    |                                                    |                                                    |                                                    |
| 82       | 29-08-1968 | US Open Forest Hills                               | G. Chelem                                          | NC                                                 | Gazon (ext.)                                       | Mary-Ann Eisel Peter Curtis                        | Tory Ann Fretz Gerry Perry                         | 6-4, 7-5                                           | Tableau                                            |
| 83       | 28-08-1969 | US Open Forest Hills                               | G. Chelem                                          | NC                                                 | Gazon (ext.)                                       | Margaret Smith Court Marty Riessen                 | Françoise Dürr Dennis Ralston                      | 7-5, 6-3                                           | Tableau                                            |
| 84       | 02-09-1970 | US Open Forest Hills                               | G. Chelem                                          | 176 000 $                                          | Gazon (ext.)                                       | Margaret Smith Court Marty Riessen                 | Judy Tegart-Dalton Frew McMillan                   | 6-4, 6-4                                           | Tableau                                            |
| 85       | 01-09-1971 | US Open Forest Hills                               | G. Chelem                                          | 80 000 $                                           | Gazon (ext.)                                       | Billie Jean King Owen Davidson                     | Betty Stöve Robert Maud                            | 6-3, 7-5                                           | Tableau                                            |
| 86       | 28-08-1972 | US Open Forest Hills                               | G. Chelem                                          | 80 000 $                                           | Gazon (ext.)                                       | Margaret Smith Court Marty Riessen                 | Rosie Casals Ilie Năstase                          | 6-3, 7-5                                           | Tableau                                            |
| 87       | 27-08-1973 | US Open Forest Hills                               | G. Chelem                                          | 114 000 $                                          | Gazon (ext.)                                       | Billie Jean King Owen Davidson                     | Margaret Smith Court Marty Riessen                 | 6-3, 3-6, 7-6                                      | Tableau                                            |
| 88       | 26-08-1974 | US Open Forest Hills                               | G. Chelem                                          | NC                                                 | Gazon (ext.)                                       | Pam Teeguarden Geoff Masters                       | Chris Evert Jimmy Connors                          | 6-1, 7-6                                           | Tableau                                            |
| 89       | 25-08-1975 | US Open Forest Hills                               | G. Chelem                                          | 309 000 $                                          | Terre (ext.)                                       | Rosie Casals Dick Stockton                         | Billie Jean King Fred Stolle                       | 6-3, 6-7, 6-3                                      | Tableau                                            |
| 90       | 30-08-1976 | US Open Forest Hills                               | G. Chelem                                          | 309 000 $                                          | Terre (ext.)                                       | Billie Jean King Phil Dent                         | Betty Stöve Frew McMillan                          | 3-6, 6-2, 7-5                                      | Tableau                                            |
| 91       | 29-08-1977 | US Open Forest Hills                               | G. Chelem                                          | 250 000 $                                          | Terre (ext.)                                       | Betty Stöve Frew McMillan                          | Billie Jean King Vitas Gerulaitis                  | 6-2, 3-6, 6-3                                      | Tableau                                            |
| 92       | 28-08-1978 | US Open Flushing Meadows                           | G. Chelem                                          | 260 000 $                                          | Dur (ext.)                                         | Betty Stöve Frew McMillan                          | Billie Jean King Ray Ruffels                       | 6-3, 7-6                                           | Tableau                                            |
| 93       | 27-08-1979 | US Open Flushing Meadows                           | G. Chelem                                          | 300 000 $                                          | Dur (ext.)                                         | Greer Stevens Bob Hewitt                           | Betty Stöve Frew McMillan                          | 6-3, 7-5                                           | Tableau                                            |
| 94       | 25-08-1980 | US Open Flushing Meadows                           | G. Chelem                                          | 300 000 $                                          | Dur (ext.)                                         | Wendy Turnbull Marty Riessen                       | Betty Stöve Frew McMillan                          | 7-6, 6-2                                           | Tableau                                            |
| 95       | 31-08-1981 | US Open Flushing Meadows                           | G. Chelem                                          | 400 000 $                                          | Dur (ext.)                                         | Anne Smith Kevin Curren                            | Joanne Russell Steve Denton                        | 6-3, 7-6                                           | Tableau                                            |
| 96       | 30-08-1982 | US Open Flushing Meadows                           | G. Chelem                                          | 632 000 $                                          | Dur (ext.)                                         | Anne Smith Kevin Curren                            | Barbara Potter Ferdi Taygan                        | 6-7, 7-6, 7-6                                      | Tableau                                            |
| 97       | 29-08-1983 | US Open Flushing Meadows                           | G. Chelem                                          | 850 000 $                                          | Dur (ext.)                                         | Elizabeth Sayers John Fitzgerald                   | Barbara Potter Ferdi Taygan                        | 3-6, 6-3, 6-4                                      | Tableau                                            |
| 98       | 27-08-1984 | US Open Flushing Meadows                           | G. Chelem                                          | 1 100 000 $                                        | Dur (ext.)                                         | Manuela Maleeva Tom Gullikson                      | Elizabeth Sayers John Fitzgerald                   | 2-6, 7-5, 6-4                                      | Tableau                                            |
| 99       | 26-08-1985 | US Open Flushing Meadows                           | G. Chelem                                          | 1 250 000 $                                        | Dur (ext.)                                         | Martina Navrátilová Heinz Günthardt                | Elizabeth Smylie John Fitzgerald                   | 6-3, 6-4                                           | Tableau                                            |
| 100      | 25-08-1986 | US Open Flushing Meadows                           | G. Chelem                                          | 1 400 000 $                                        | Dur (ext.)                                         | Raffaella Reggi Sergio Casal                       | Martina Navrátilová Peter Fleming                  | 6-4, 6-4                                           | Tableau                                            |
| 101      | 31-08-1987 | US Open Flushing Meadows                           | G. Chelem                                          | 1 757 958 $                                        | Dur (ext.)                                         | Martina Navrátilová Emilio Sánchez                 | Betsy Nagelsen Paul Annacone                       | 6-4, 6-7, 7-6                                      | Tableau                                            |
| 102      | 29-08-1988 | US Open Flushing Meadows                           | G. Chelem                                          | 1 937 333 $                                        | Dur (ext.)                                         | Jana Novotná Jim Pugh                              | Elizabeth Smylie Patrick McEnroe                   | 7-5, 6-3                                           | Tableau                                            |
| 103      | 28-08-1989 | US Open Flushing Meadows                           | G. Chelem                                          | 2 138 000 $                                        | Dur (ext.)                                         | Robin White Shelby Cannon                          | Meredith McGrath Rick Leach                        | 3-6, 6-2, 7-5                                      | Tableau                                            |
| 104      | 27-08-1990 | US Open Flushing Meadows                           | G. Chelem                                          | 2 707 250 $                                        | Dur (ext.)                                         | Elizabeth Smylie Todd Woodbridge                   | Natasha Zvereva Jim Pugh                           | 6-4, 6-2                                           | Tableau                                            |
| 105      | 26-08-1991 | US Open Flushing Meadows                           | G. Chelem                                          | 2 700 000 $                                        | Dur (ext.)                                         | Manon Bollegraf Tom Nijssen                        | Arantxa Sánchez Emilio Sánchez                     | 6-2, 7-62                                          | Tableau                                            |
| 106      | 31-08-1992 | US Open Flushing Meadows                           | G. Chelem                                          | 3 734 850 $                                        | Dur (ext.)                                         | Nicole Provis Mark Woodforde                       | Helena Suková Tom Nijssen                          | 4-6, 6-3, 6-3                                      | Tableau                                            |
| 107      | 30-08-1993 | US Open Flushing Meadows                           | G. Chelem                                          | 3 967 250 $                                        | Dur (ext.)                                         | Helena Suková Todd Woodbridge                      | Martina Navrátilová Mark Woodforde                 | 6-3, 7-66                                          | Tableau                                            |
| 108      | 29-08-1994 | US Open Flushing Meadows                           | G. Chelem                                          | 3 900 000 $                                        | Dur (ext.)                                         | Elna Reinach Patrick Galbraith                     | Jana Novotná Todd Woodbridge                       | 6-2, 6-4                                           | Tableau                                            |
| 109      | 28-08-1995 | US Open Flushing Meadows                           | G. Chelem                                          | 4 271 000 $                                        | Dur (ext.)                                         | Meredith McGrath Matt Lucena                       | Gigi Fernández Cyril Suk                           | 6-4, 6-4                                           | Tableau                                            |
| 110      | 26-08-1996 | US Open Flushing Meadows                           | G. Chelem                                          | 4 004 885 $                                        | Dur (ext.)                                         | Lisa Raymond Patrick Galbraith                     | Manon Bollegraf Rick Leach                         | 7-66, 7-64                                         | Tableau                                            |
| 111      | 25-08-1997 | US Open Flushing Meadows                           | G. Chelem                                          | 4 976 000 $                                        | Dur (ext.)                                         | Manon Bollegraf Rick Leach                         | Mercedes Paz Pablo Albano                          | 3-6, 7-5, 7-63                                     | Tableau                                            |
| 112      | 31-08-1998 | US Open Flushing Meadows                           | G. Chelem                                          | 6 012 000 $                                        | Dur (ext.)                                         | Serena Williams Max Mirnyi                         | Lisa Raymond Patrick Galbraith                     | 6-2, 6-2                                           | Tableau                                            |
| 113      | 30-08-1999 | US Open Flushing Meadows                           | G. Chelem                                          | 6 235 000 $                                        | Dur (ext.)                                         | Ai Sugiyama Mahesh Bhupathi                        | Kimberly Po Donald Johnson                         | 6-4, 6-4                                           | Tableau                                            |
| 114      | 28-08-2000 | US Open Flushing Meadows                           | G. Chelem                                          | 6 467 000 $                                        | Dur (ext.)                                         | Arantxa Sánchez Jared Palmer                       | Anna Kournikova Max Mirnyi                         | 6-4, 6-3                                           | Tableau                                            |
| 115      | 27-08-2001 | US Open Flushing Meadows                           | G. Chelem                                          | 6 628 000 $                                        | Dur (ext.)                                         | Rennae Stubbs Todd Woodbridge                      | Lisa Raymond Leander Paes                          | 6-4, 5-7, [11-9]                                   | Tableau                                            |
| 116      | 26-08-2002 | US Open Flushing Meadows                           | G. Chelem                                          | 6 261 690 $                                        | Dur (ext.)                                         | Lisa Raymond Mike Bryan                            | Katarina Srebotnik Bob Bryan                       | 7-69, 7-61                                         | Tableau                                            |
| 117      | 25-08-2003 | US Open Flushing Meadows                           | G. Chelem                                          | 6 682 980 $                                        | Dur (ext.)                                         | Katarina Srebotnik Bob Bryan                       | Lina Krasnoroutskaïa Daniel Nestor                 | 5-7, 7-5, [10-5]                                   | Tableau                                            |
| 118      | 30-08-2004 | US Open Flushing Meadows                           | G. Chelem                                          | 7 017 780 $                                        | Dur (ext.)                                         | Vera Zvonareva Bob Bryan                           | Alicia Molik Todd Woodbridge                       | 6-3, 6-4                                           | Tableau                                            |
| 119      | 29-08-2005 | US Open Flushing Meadows                           | G. Chelem                                          | 7 147 042 $                                        | Dur (ext.)                                         | Daniela Hantuchová Mahesh Bhupathi                 | Katarina Srebotnik Nenad Zimonjić                  | 6-4, 6-2                                           | Tableau                                            |
| 120      | 29-08-2006 | US Open Flushing Meadows                           | G. Chelem                                          | 8 332 000 $                                        | Dur (ext.)                                         | Martina Navrátilová Bob Bryan                      | Květa Peschke Martin Damm                          | 6-2, 6-3                                           | Tableau                                            |
| 121      | 27-08-2007 | US Open Flushing Meadows                           | G. Chelem                                          | 8 848 000 $                                        | Dur (ext.)                                         | Victoria Azarenka Max Mirnyi                       | Meghann Shaughnessy Leander Paes                   | 6-4, 7-66                                          | Tableau                                            |
| 122      | 25-08-2008 | US Open Flushing Meadows                           | G. Chelem                                          | 9 350 000 $                                        | Dur (ext.)                                         | Cara Black Leander Paes                            | Liezel Huber Jamie Murray                          | 7-66, 6-4                                          | Tableau                                            |
| 123      | 31-08-2009 | US Open Flushing Meadows                           | G. Chelem                                          | 9 756 000 $                                        | Dur (ext.)                                         | Carly Gullickson Travis Parrott                    | Cara Black Leander Paes                            | 6-2, 6-4                                           | Tableau                                            |
| 124      | 30-08-2010 | US Open Flushing Meadows                           | G. Chelem                                          | 10 508 000 $                                       | Dur (ext.)                                         | Liezel Huber Bob Bryan                             | Květa Peschke Aisam-Ul-Haq Qureshi                 | 6-4, 6-4                                           | Tableau                                            |
| 125      | 29-08-2011 | US Open Flushing Meadows                           | G. Chelem                                          | 10 768 000 $                                       | Dur (ext.)                                         | Melanie Oudin Jack Sock                            | Gisela Dulko Eduardo Schwank                       | 7-64, 4-6, 10-8                                    | Tableau                                            |
| 126      | 27-08-2012 | US Open Flushing Meadows                           | G. Chelem                                          | 11 777 000 $                                       | Dur (ext.)                                         | Ekaterina Makarova Bruno Soares                    | Květa Peschke Marcin Matkowski                     | 6-78, 6-1, 12-10                                   | Tableau                                            |
| 127      | 26-08-2013 | US Open Flushing Meadows                           | G. Chelem                                          | 16 102 000 $                                       | Dur (ext.)                                         | Andrea Hlaváčková Max Mirnyi                       | Abigail Spears Santiago González                   | 7-65, 6-3                                          | Tableau                                            |
| 128      | 25-08-2014 | US Open Flushing Meadows                           | G. Chelem                                          | 17 851 868 $                                       | Dur (ext.)                                         | Sania Mirza Bruno Soares                           | Abigail Spears Santiago González                   | 6-1, 2-6, [11-9]                                   | Tableau                                            |
| 129      | 31-08-2015 | US Open Flushing Meadows                           | G. Chelem                                          | 19 852 700 $                                       | Dur (ext.)                                         | Martina Hingis Leander Paes                        | Bethanie Mattek-Sands Sam Querrey                  | 6-4, 3-6, [10-7]                                   | Tableau                                            |
| 130      | 31-08-2016 | US Open Flushing Meadows                           | G. Chelem                                          | 21 862 744 $                                       | Dur (ext.)                                         | Laura Siegemund Mate Pavić                         | Coco Vandeweghe Rajeev Ram                         | 6-4, 6-4                                           | Tableau                                            |
| 131      | 31-08-2017 | US Open Flushing Meadows                           | G. Chelem                                          | 24 193 400 $                                       | Dur (ext.)                                         | Martina Hingis Jamie Murray                        | Chan Hao-ching Michael Venus                       | 6-1, 4-6, [10-8]                                   | Tableau                                            |
| 132      | 30-08-2018 | US Open Flushing Meadows                           | G. Chelem                                          | 505 000 $                                          | Dur (ext.)                                         | Bethanie Mattek-Sands Jamie Murray                 | Alicja Rosolska Nikola Mektić                      | 2-6, 6-3, [11-9]                                   | Tableau                                            |
| 133      | 26-08-2019 | US Open Flushing Meadows                           | G. Chelem                                          | 577 500 $                                          | Dur (ext.)                                         | Bethanie Mattek-Sands Jamie Murray                 | Chan Hao-ching Michael Venus                       | 6-2, 6-3                                           | Tableau                                            |
| –        | 2020       | Édition annulée à cause de la pandémie de Covid-19 | Édition annulée à cause de la pandémie de Covid-19 | Édition annulée à cause de la pandémie de Covid-19 | Édition annulée à cause de la pandémie de Covid-19 | Édition annulée à cause de la pandémie de Covid-19 | Édition annulée à cause de la pandémie de Covid-19 | Édition annulée à cause de la pandémie de Covid-19 | Édition annulée à cause de la pandémie de Covid-19 |
| 134      | 30-08-2021 | US Open Flushing Meadows                           | G. Chelem                                          | 638 000 $                                          | Dur (ext.)                                         | Desirae Krawczyk Joe Salisbury                     | Giuliana Olmos Marcelo Arévalo                     | 7-5, 6-2                                           | Tableau                                            |
| 135      | 31-08-2022 | US Open Flushing Meadows                           | G. Chelem                                          | 667 700 $                                          | Dur (ext.)                                         | Storm Sanders John Peers                           | Kirsten Flipkens Édouard Roger-Vasselin            | 4-6, 6-4, [10-7]                                   | Tableau                                            |
| 136      | 30-08-2023 | US Open Flushing Meadows                           | G. Chelem                                          | 679 200 $                                          | Dur (ext.)                                         | Anna Danilina Harri Heliövaara                     | Jessica Pegula Austin Krajicek                     | 6-3, 6-4                                           | Tableau                                            |
| 137      | 28-08-2024 | US Open Flushing Meadows                           | G. Chelem                                          | 802 000 $                                          | Dur (ext.)                                         | Sara Errani Andrea Vavassori                       | Taylor Townsend Donald Young                       | 7-60, 7-5                                          | Tableau                                            |